# Nettorama
Die BV Nettorama Verbruikersmarkten ist ein niederländisches Einzelhandelsunternehmen, das unter dem Namen Nettorama Merkendiscount (Eigenschreibweise: Nettorama MERKENDISCOUNT) zurzeit (Stand: November 2023) 32 Discountermärkte betreibt. Die Märkte sind als Soft-Discounter angelegt. Das Unternehmen, das Mitglied der Einkaufsgemeinschaft Superunie ist, hat seinen Sitz in Oosterhout.

## Geschichte

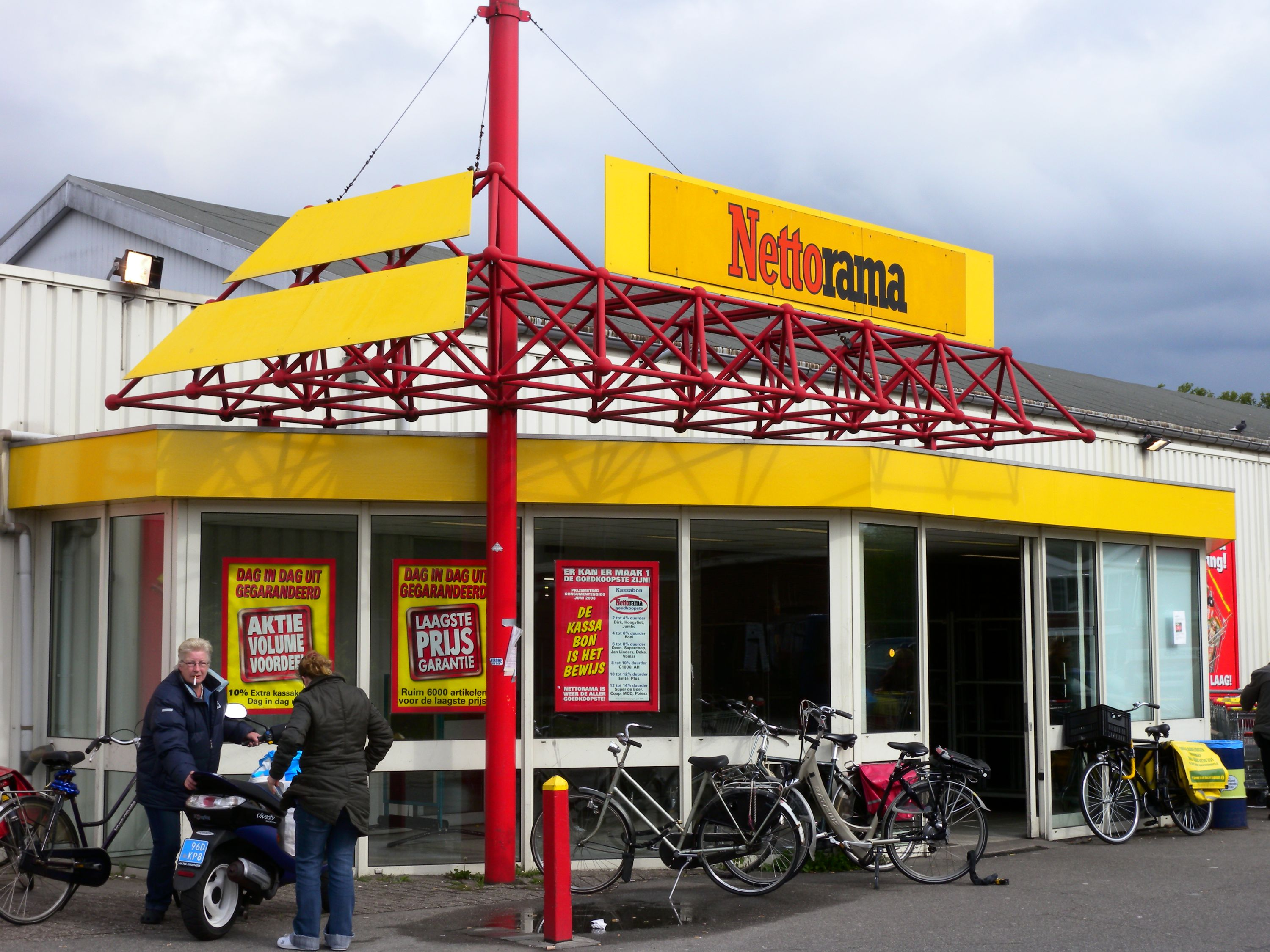
Ein Nettorama-Markt in Utrecht im September 2008

Als Autorama wurde 1968 in Utrecht eine große Halle eröffnet, in der mehrere Konzessionäre ihre Waren zum Verkauf anboten. Unter ihnen war Jaap Bastmeijer, der für den Bereich Lebensmittel verantwortlich war. Im Folgejahr wurde unter dem heutigen Namen Nettorama in Gorinchem die erste Filiale eröffnet. Ab 2005 verstärkte man den Fokus auf Discount einmal mehr. So wurden ab Jahresbeginn Markenprodukte im Preis gesenkt. Zudem wollte man in drei Jahren zwischen 20 und 25 neue Filialen eröffnen. Ende Januar 2005 belief sich die Anzahl der Filialen auf 24, im Februar 2008 auf 28. 2018 führte man in den 31 Filialen rund 6.000 Artikel.
Eine mögliche Allianz und Zusammenarbeit der beiden Ketten Boni und Nettorama wurde erstmals ab Februar 2019 geprüft. Schlussendlich gab man am 23. April 2019 bekannt, das es zu keiner Zusammenarbeit kommen würde. Ende Juni 2022 wurde begonnen eine neue Corporate Identity auszurollen. Dabei kommt ein modifiziertes Logo zum Einsatz. Die erste Filiale im neuen Design war der Standort in Oisterwijk. Am 28. Juli 2023 wurde bekannt, dass die Ketten Boni und Nettorama fusionieren und zukünftig als Nettorama am Markt auftreten wollen, der Name Boni soll in diesem Zuge verschwinden. Filialschließungen seien nicht geplant, allerdings sollen bei den Beschäftigten in den Zentralen Doppelstrukturen abgebaut werden. Die ACM leitete am 4. August 2023 offiziell ein Fusionsverfahren ein. Der Fusion stimmte sie am 18. August 2023 zu.

## Handelsmarken
Eine eigene Handelsmarke führt Nettorama nicht. Stattdessen bezieht man u. a. die Marke G'woon (Eigenschreibweise: g'woon) sowie weitere Handelsmarken, die auch von anderen Superunie-Mitgliedern genutzt werden bzw. werden können.

## Auszeichnungen
Im Dezember 2006 wurde Nettorama vom niederländischen Verbraucherverband zum günstigsten Supermarkt des Landes gewählt. Preislich lag man im Schnitt acht Prozent unter dem Durchschnitt aller bewerteten Ketten. Sowohl im Weihnachtsreport 2018 als auch dem folgenden Sommerreport 2019 der GfK wurde Nettorama zum besten Supermarkt der Niederlande votiert.

## Kritik
Eine Kassiererin des Discounters wandte sich im Januar 2006 an die niederländische Gleichbehandlungskommission, weil ein ihr vom Arbeitgeber gestelltes und in Unternehmensfarben gehaltenes Kopftuch zu dick und daher untragbar sei. Sie fühlte sich von ihrem Arbeitgeber aufgrund ihrer Religion diskriminiert. Die Kommission empfahl vorerst ein weiteres Gespräch beider Konfliktparteien.

## Sonstiges
Im Mai 2005 verklagte Nettorama den Bananenlieferanten Chiquita in einem Eilverfahren. Hintergrund der Auseinandersetzung war die Preispolitik des Discounters. So bemängelte Chiquita die Verkaufspreise der Kette, die weit unter den empfohlenen Verkaufspreisen des Lieferanten lagen und stellte daraufhin im Februar 2005 die Belieferung der Filialen ein. Der Geschäftsführer von Nettorama entgegnete, dass die Kette die Verkaufspreise selbst festlege. Ende Mai 2005 gab das Amsterdamer Gericht der Argumentation von Chiquita recht, der Lieferant sei nicht zur Lieferung verpflichtet.